# Frontera entre Costa de Marfil y Liberia
La frontera entre Costa de Marfil y Liberia es la línea fronteriza de trazado norte-sur que separa el oeste de Liberia del este de Costa de Marfil en África Occidental, que sigue en su mayor parte el curso del río Cavalla, separando los condados liberianos de Grand Gedeh, River Gee, Maryland y Nimba de los distritos marfileños de Montagnes y Bas-Sassandra. Tiene 716 km de longitud.
De sur a norte, la frontera comienza en la desembocadura del río Cavalla, 21 km al este del punto más meridional de África Occidental, el cabo Palmas. Sigue este río durante gran parte de su caudal hasta que pasa el río Nipoué que discurre muy cerca de su final. Termina el trifinio de ambos países con Guinea.
La situación en la frontera no es de perfecta calma. De vez en cuando, como en 2002-2003, hay escaramuzas con los rebeldes de ambos lados que combaten los respectivos gobiernos con apoyo de los gobiernos del otro lado de la frontera. Las tropas de las Naciones Unidas vigilan secciones de la frontera.

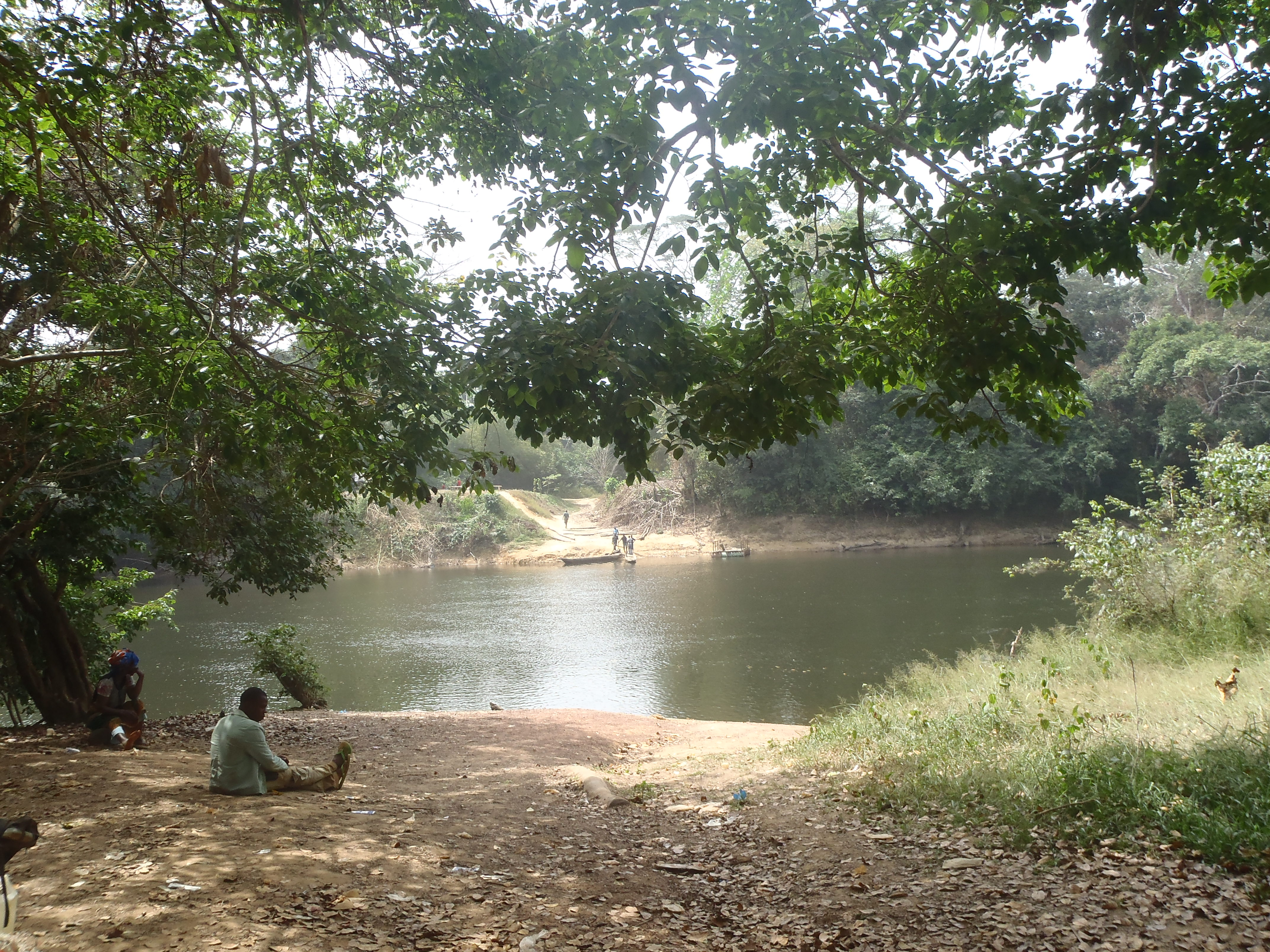
Punto de ruta en Cavally a Tai.